# I3 (správce oken)
i3 je dlaždicový správce oken pro X Window System napsaný v jazyce C. Cílové platformy, na kterých může být použit, jsou Linux a BSD. Je zaměřen především na pokročilé uživatele a softwarové vývojáře. Pro svou jednoduchost je obzvláště vhodný pro starší počítače s méně výkonnými komponenty a to hlavně z toho důvodu, že jeho zdrojové kódy mají pouze necelý jeden mebibajt. Jsa inspirován správcem wmii, i3 od počátku podporuje práci s více monitory.

## Cíle projektu
- Vytvořit dobře čitelný a okomentovaný zdrojový kód.
- Poskytnout dokumentaci o vnitřním fungování a možnostech rozšíření i3.
- Zavést funkci práce na více monitorech, tak aby na každém připojeném monitoru byla zobrazována jedna virtuální plocha.
- Při práci v i3 používat klávesových zkratek.

## Práce v i3
Pro ovládání i3 se používají klávesové zkratky ve kterých hraje roli funkční klávesa, která je nazývána mod. Při prvním přihlášení je uživatel vyzván k nastavení, jaká klávesa má být použita k tomuto účelu a zároveň zda chceme automaticky vygenerovat konfigurační soubor. Tuto klávesu je možné změnit přepsáním hodnoty v souboru config.
Spouštění programůSpouštění požadovaných programů je základní věc při práci na počítači. V i3 je na vyhledávání a spouštění programů nástroj jménem dmenu. Dmenu je spuštěno klávesovou zkratkou mod + D a projevuje se jako vstupní pole v horní části obrazovky.
Zavření programuProgram lze ukončit buď klávesovou zkratkou Ctrl + W, mod + ⇧ Shift + Q, nebo speciálním tlačítkem v okně programu.
Otevření příkazového řádkuVýchozí emulátor terminálu se v i3 nazývá urxvt (i3-sensible-terminal), ale lze si v konfiguračním souboru nastavit spouštění jakéhokoliv jiného. Příkazový řádek se spouští klávesovou zkratkou mod + ↵ Enter.
Používání virtuálních pracovních plochMezi virtuálními pracovními plochami se lze přepínat klávesovou zkratkou mod + Num, kde klávesa Num je číslo pracovní plochy, které je na klávesách s diakritickými znaky v horní části klávesnice (+, ě, š, č, ř …). Pokud daná plocha není aktivní, po stisknutí klávesové zkratky je spuštěna.
Odhlášení od i3i3 ve výchozím stavu nemá žádné ovládací prvky, proto operace jako je například restart nebo vypnutí počítače je nutné provádět přes příkazovou řádku. Ale odhlášení nelze provést přes emulátor příkazové řádky, proto je zde k tomuto účelu klávesová zkratka mod + ⇧ Shift + E. Po zadání této klávesové kombinace je uživatel vyzván k potvrzení akce v dialogovém okně v horní části obrazovky.
Nastavení pozadíKonfiguraci pozadí pracovní plochy nemá na starosti i3, proto je nutné použít nějaký externí program; často jím bývá feh. Ten se ve výchozím stavu (implicitně) nevyskytuje v sortimentu i3, a proto je nutné jej doinstalovat. Dál už je jen nutné zadat příkaz: feh --bg-scale path/image. Tento příkaz ale působí pouze v rámci jedné relace, proto je nutné aby se spouštěl při každém přihlášení. Toho lze dosáhnou nastavením v konfiguračním souboru, kde je dopsán příkaz: exec --no-startup-id feh --bg-scale path/image
Uzamčení obrazovkyNástroj k uzamčení obrazovky není obsažen ve výchozí instalaci i3, ale stačí doinstalovat program i3lock, který je také poskytován vývojáři projektu i3. Uzamčení obrazovky se následně aktivuje voláním tohoto programu z příkazové řádky.

## Instalace
Instalace dlaždicového správce oken i3 je velmi snadná, protože instalační balíčky se vyskytují v softwarových repozitářích oblíbených linuxových distribucí (Fedora, Ubuntu ….). Pro jeho získání pak stačí jen zadat příkazy odpovídající dané distribuci a stažení a instalace, které proběhnou v několika minutách jsou již automatické.